# Hahndorf
Hahndorf är en ort i Australien. Den ligger i kommunen Mount Barker och delstaten South Australia, omkring 22 kilometer sydost om delstatshuvudstaden Adelaide. Antalet invånare är 2 668.
Runt Hahndorf är det ganska glesbefolkat, med 35 invånare per kvadratkilometer.. 
Trakten runt Hahndorf består till största delen av jordbruksmark. Genomsnittlig årsnederbörd är 729 millimeter. Den regnigaste månaden är juni, med i genomsnitt 133 mm nederbörd, och den torraste är december, med 21 mm nederbörd.